# Gos de Polinèsia
El gos de Polinèsia (kurī en maorí) és una raça de gos extinta que fou introduïda a Nova Zelanda per maorís que hi arribaren des de l'est de Polinèsia als voltants del 1280. Els maorís l'utilitzaven com a font d'aliment, a més d'utilitzar-ne la pell i el pèl per fabricar abrics kahu kurī, cinturons, decoracions d'armes i poi.
El gos de Polinèsia s'extingí de Nova Zelanda poc després de l'arribada de colons europeus. Els últims espècimens coneguts, una femella i la seva cria, formen part actualment del Museu de Nova Zelanda Te Papa Tongarewa.